# Arroyo Grande, San Luis Potosí
Arroyo Grande är en ort i Mexiko.   Den ligger i kommunen Tampamolón Corona och delstaten San Luis Potosí, i den centrala delen av landet, 240 km norr om huvudstaden Mexico City. Arroyo Grande ligger 85 meter över havet och antalet invånare är 132.
Terrängen runt Arroyo Grande är platt åt sydost, men åt nordväst är den kuperad. Runt Arroyo Grande är det ganska glesbefolkat, med 50 invånare per kvadratkilometer. Närmaste större samhälle är Tampacan, 18,8 km sydost om Arroyo Grande. Omgivningarna runt Arroyo Grande är en mosaik av jordbruksmark och naturlig växtlighet.